# Ginestet
Ginestet – miejscowość i gmina we Francji, w regionie Nowa Akwitania, w departamencie Dordogne.
Według danych na rok 1990 gminę zamieszkiwało 708 osób, a gęstość zaludnienia wynosiła 54 osób/km² (wśród 2290 gmin Akwitanii Ginestet plasuje się na 572. miejscu pod względem liczby ludności, natomiast pod względem powierzchni na miejscu 873.).